# Марков, Николай Валерьевич
Никола́й Вале́рьевич Ма́рков (20 апреля 1985, Ташкент) — российский и узбекистанский футболист, защитник.

## Биография
Воспитанник ташкентского футбола. Первым тренером был Абдурашид Умаралиев. Учился в училище олимпийского резерва, а после его окончания получил предложение от ташкентского «Пахтакора», за который сыграл несколько матчей в чемпионате Узбекистана. Играть начинал в молодёжной команде местного «Трактора». В 18 лет получил приглашение от главного тренера казанского «Рубина-2», выступавшего во втором дивизионе России. Первую игру провёл 28 апреля 2005 года, когда вышел в стартовом составе на игру с нижнекамским «Нефтехимиком». За два сезона выступлений за казанский клуб забил 14 мячей, по 7 в каждом из сезонов. 2007 год провёл в липецком «Металлурге». После окончания сезона получил приглашение в сборную зоны «Центр» на кубок ПФЛ «Надежда» в Саранске, который сборная «Центра» досрочно завоевала. Главный тренер сборной Сергей Ташуев пригласил Маркова в свою команду «Луховицы».
Летом 2008 года Ташуев был приглашён в клуб первого дивизиона «Салют-Энергия» Белгород, и он позвал Маркова с собой. В ноябре 2009 года Ташуев возглавил «Краснодар» и вновь пригласил Маркова. В январе 2010 года с ним был заключён контракт. Первый матч за новую команду провёл в первом туре первенства 2010 года с петербургским «Динамо». В Премьер-лиге дебютировал 14 мая 2011 года, выйдя на 56-й минуте матча с «Томью» вместо Душана Анджелковича.
23 июня 2016 стал игроком «Кубани». После расформирования клуба в июне 2018 года вернулся в «Краснодар». Был внесён в заявку «Краснодара-2» для участия в первенстве ФНЛ 2018/19. 4 августа вышел в стартовом составе основой команды в матче чемпионата России против екатеринбургского «Урала». Перед сезоном 2020/21 подписал однолетний контракт с «Енисеем».
Прошёл срочную службу в вооружённых силах Узбекистана.